# МВО (футбольный клуб)
МВО (Московский военный округ) — советский футбольный клуб, существовавший в 1945—1953 годах. В 1950—1952 годах — представлял город Калинин (команда города Калинина). В 1945—1949 годах и в 1953 году представлял Москву.
В 1945—1949 годах выступал во второй группе (классе «Б») первенства СССР. В 1950 году — в соревнованиях коллективов физкультуры, стал чемпионом РСФСР среди КФК. В 1951 году стал победителем турнира в классе «Б» и вышел в класс «А», где в своём дебютном сезоне занял 6-е место. В 1953 году команда после шести матчей была снята с турнира, а её результаты аннулированы.

## Достижения
- Победитель Класса «Б» Чемпионата СССР 1951.
- Финалист Кубка СССР 1951.